# Marieulles
Marieulles é uma comuna francesa na região administrativa de Grande Leste, no departamento de Mosela. Estende-se por uma área de 8,19 km². Em 2010 a comuna tinha 713 habitantes (densidade: 87,1 hab./km²).